# Recusar o flanco

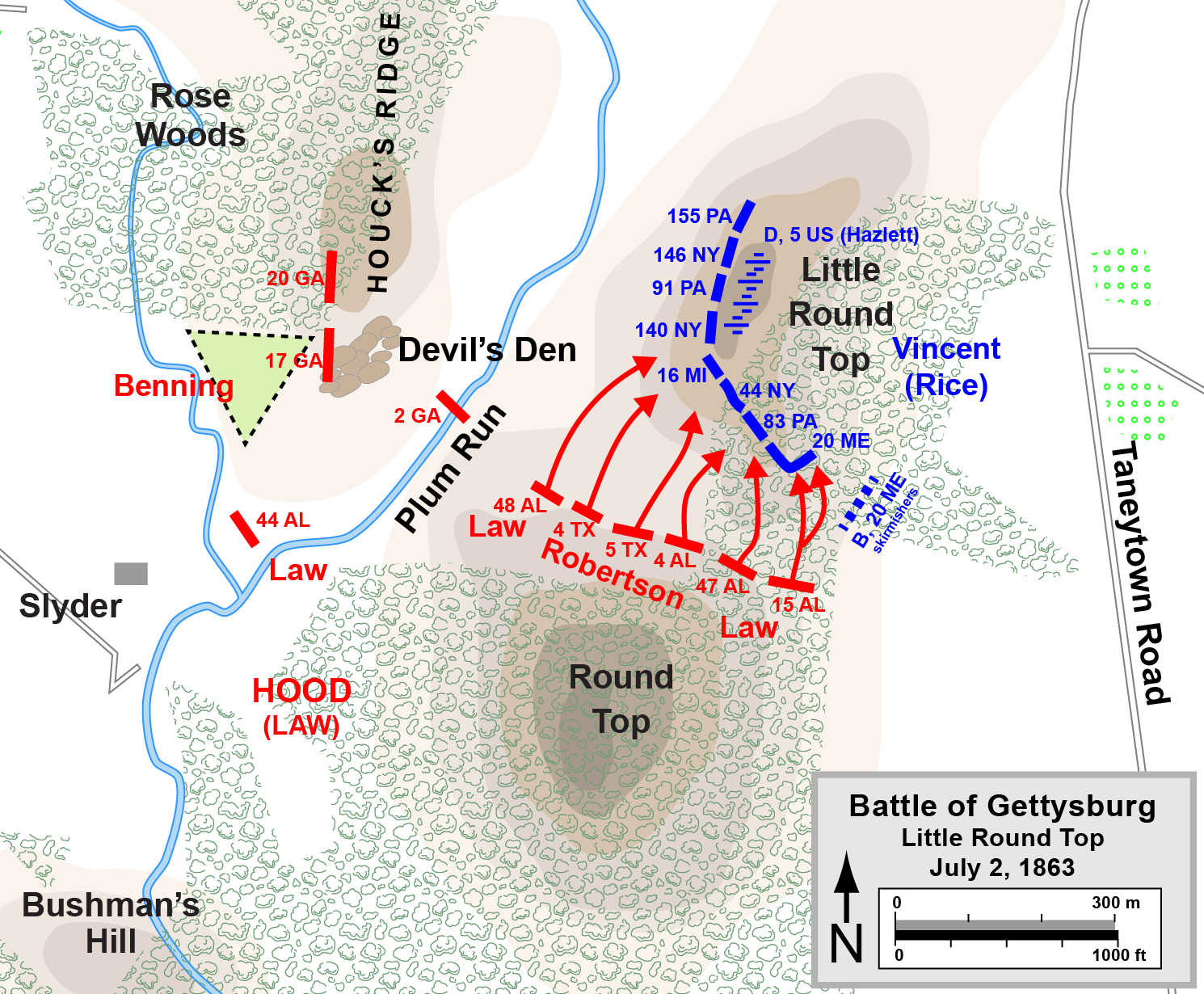
Batalha de Gettysburg, assalto final ao Little Round Top. Em vermelho, divisão confederada de John Bell Hood. Em azul, a brigada federal de Strong Vincent. Os confederados do 15th Alabama realizam a manobra de flanco. Os federais do 20th Maine recusam o flanco com sucesso, formando um ângulo na sua linha defensiva.

Na terminologia militar, recusar o flanco designa a manobra pela qual uma força atacada pelo flanco, muda de frente, voltando a linha de defesa para a direção do ataque. A mudança de frente pode ser total ou, mais frequentemente, parcial, fazendo com que o defensor forme um ângulo na linha defensiva.
No contexto de ofensiva, o termo é utilizado algumas vezes como sinônimo de ordem oblíqua.